# Khaled al-Halabi
Khaled al-Halabi, né en 1962 à Al-Mazraa, est un ancien brigadier général des services de renseignement du régime de Bachar el-Assad, suspecté d'être l'auteur de crimes de guerre contre des civils durant la révolution puis la guerre civile syriennes, dont des disparitions forcées et torture. Il est actuellement réfugié en Autriche,  où il fait l'objet d'une enquête, de même qu'en France.

## Biographie

### Dirigeant d'un service de renseignement
Khaled al-Halabi est originaire de la ville de Mazraa, dans la région de Soueïda.
Brigadier général de l'armée syrienne, de 2009 à 2013, il est le responsable de la branche 335 du service de la sûreté d'État de Raqqa, un service de renseignement du régime syrien. Selon un juriste spécialiste des crimes de guerre, le service qu'il dirigeait était impliqué dans des arrestations de masse, des tortures, des viols et des meurtres. Un Syrien réfugié en France témoigne avoir été arrêté et torturé par Khaled al-Halabi, et plusieurs opposants au régime de Bachar el-Assad affirment avoir été torturés par des agents placés sous l'autorité de Khaled al-Halabi tandis que celui-ci nie toute implication dans des crimes. Selon la CIJA (Commission internationale pour la Justice et la Responsabilité), sous son autorité, son service a procédé à des arrestations de masse et des civils y ont été torturés, violés et tués,.

### Départ de Syrie, demande d'asile en France et réfugié en Autriche
En 2013, lors de la prise de Raqqa par l’État islamique, Khaled al-Halabi fuit la Syrie. Il demande l'asile en France en 2014, qui lui est refusé en raison des soupçons de crime de guerre qui pèsent sur lui, et où il fait l'objet d'une plainte.
Khaled al-Halabi vit depuis 2015 en Autriche, où il est réfugié. Selon le Telegraph, il aurait été aidé par le gouvernement autrichien, en lien avec le Mossad, à obtenir la protection de l'Autriche, bien que recherché par la France.
Selon différentes ONG, il serait le plus haut gradé syrien responsable de crimes commis pendant la guerre civile syrienne à être réfugié en Europe.

## Justice
En 2016, la CIJA informe le gouvernement autrichien que Khaled al-Halabi est « visé par des accusations de tortures, de violences sexuelles et de crimes contre l’humanité ». En 2018, la justice autrichienne ouvre une enquête pour son implication supposée dans la torture et les exactions contre des détenus dans la province de Raqqa. La police, envoyée à son domicile, ne le trouve pas. Depuis le scandale, plusieurs victimes, anciens détenus de la branche 335 de Raqqa, ont apporté leur témoignage au procureur qui enquête sur Khaled al-Halabi et depuis 2019, elles sont soutenues par l'ONG autrichienne CEHRI (Centre international pour le respect des droits humains) et l'ONG internationale Open Society Justice Initiative.

## Articles Connexes
- Services de renseignement syriens

- Direction générale de la Sécurité, ou Sécurité d’État

- Lieux de détention en Syrie

- CIJA (Commission internationale pour la Justice et la Responsabilité)